# Dei Gracia

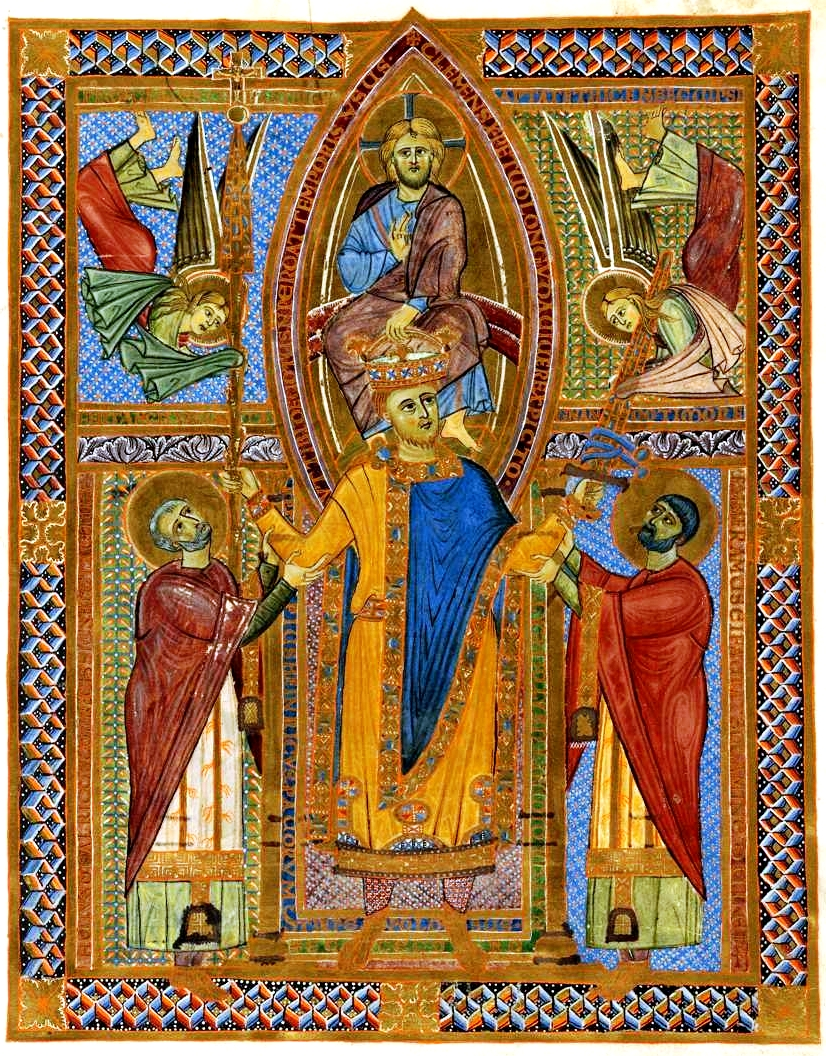
Ісус Христос наділяє владою імператора Генріха ІІ (1014)

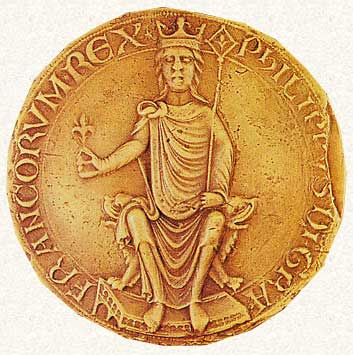
Печатка Філіппа ІІ (1179-1223) з написом: Philippus Dei gratia Francorum rex (Філіпп, божою милістю, король франків).

Dei Gracia, або Dei Gratia (Божою милістю) — латинський вираз, складова частина титулів європейських монархів і правителів починаючи з середньовіччя. Ставилася перед, або після імені монарха (лат. nomen), перед власне переліком володінь (лат. titulum). В українській традиції перекладалася по різному: милістю Божою, Божою милістю, з ласки Божої, з милості Божої тощо. Символізує зв'язок монарха із Богом, Ісусом Христом, який, зі своєї ласки, надає монархові право керувати у тій чи іншій землі; легітимізована таким чином влада монарха спирається на божественний авторитет, а не власне монарший. Вираз використовувався в офіційній документації правителів — на статутах, конституціях, грамотах, дипломатичному листуванні, печатках, монетах тощо. Вперше вживався у католицькій традиції, у титулуванні франкських королів з Каролінгського і Оттонського домів IX—X ст. Звідти них поширився на периферію: до Британії, Іспанії, Східної Європи.  
В українських землях широко відомий з XIII ст., з печаток Королів Русі, з листів та грамот Великих князів руських (давньоукраїнських) і литовських князів, а також королів Речі Посполитої. Досі використовується британськими монархами (постійно з 1521 року). Інша назва — формула посвяти (лат. formula devotionis).
В Середні Віки теорія "богообраності" монархів трансформувалась у теорію Боже право королів, як політичну та релігійну доктрину королівської політичної легітимності.

## Приклади вживання

### Велика Британія
- 1953: англ. Queen Elizabeth the Second, by the Grace of God, of Great Britain, Ireland and the British Dominions beyond the Seas, Defender of the Faith (Єлизавета II, милістю Божою, королева Великої Британії, Ірландії й британських домініонів заморських, захисниця віри).

### Волощина
- 1390: церк.-слов. Іω. Мирча, вωевода, милостїѧ божїеѧ господар[ь][2]

### Молдова
- 1407, жовтень: ст.-укр. Милостью Божьею, мы Александръ воевода, господарь земли Молдавскои[3].

### Русь-Україна і Литва
- 1253: лат. Myndowe, Dei gracia rex Letthowie[4] (Міндовг, Божою милістю, король Литви)
- 1322: ст.-укр. Милостию Божею и светое его Богоматери, и светого Иоанъна Богослова, я Любартъ Кгедеминовичъ, Луцкий и Володимерский князь[5]
- 1323, травень: лат. Gedeminne Dei gratia Letphanorum Ruthenorumque rex, princeps et dux Semigallie[6] (Гедимін, Божою милістю, король литовців і русинів, принц і князь Семигалії).
- 1224: Божою милістю Король Русі Юрій-Болеслав ІІ.
- 1342: ст.-укр. Олкгердъ Божїю милостью великий князь Литовскїй, Рускїй Жомоитскїй и иныхъ[7]
- 1372: ст.-укр. Мы. кнѧ(з) Литовьскӥи, кнѧ(з) Олеѯанъдро Корьѧ̈товичь бь̃ѥ̓ю̇ мл̃тью̈ кнѧзь. и̇ гд̃ръ Подольскоӥ. земли[8]
- 1378: ст.-укр. Божією милостію ми княз Володиславь Опольскои землѣ господарь, Велунскои землѣ, Рускои землѣ господарь и дѣдичь прирожоний тѣмь землямь усѣмь[9]
- 1383: лат. Nos Jagalo divina deliberacione magnus Rex vel dux litwanorum Russieque dominus et heres[10] (Ми, Ягайло, божественим попустом, великий король і князь Литовський, а також Русі господар і дідич)
- 1388: ст.-укр. Мы Александръ, або Витовть, зъ Божей ласки великій князь Литовскій, и дѣдичъ Городенскій, Берестейскій, Дорогицкій, Луцкій, Влодимерскій и иншихъ[11]

### Королівство Русь і Польща
- 1361: ст.-укр. бωжією милостию мы кроль Казимир Краковскои землѣ, Сүдомирскои землѣ, Сирадскои землѣ, Польскыи землѣ, Куӕвскыи землѣ, Добрѧнскыи землѣ, Поморскыи землѣ, корол велебный, Рускои землѣ господарь и дѣдичь вѣчныи землѧм тым, самодръжецъ[8]
- 1393: ст.-укр. Владиславови из  Божееі милости королеви Польскому, князю великому Литовскому, и дѣдичю оусеі Рускоі землѣ господареви нашему милому и освѣценоі Ядвизѣ и з Божеі милості  королици Польскои[12]
- 1498: ст.-укр. Александеръ, милостию Божею великий князь Литовъский, Русъкий, Жомоитский и прочая, панъ и дедичъ[5]

### Монографії
- Swiezawski, А. Tytulatura ruska ksiazat mazowieckich. Cze̦stochowa : Wydawn. WSP, 1994.

### Статті
- Rogulski, Jakub. Titles, Seals and Coats of Arms as Symbols of Power and Importance of Lithuanian Dukes Before the Union of Lublin // Zapiski Historyczne. Poświęcone Historii Pomorza i Krajów Bałtyckich, 2017. T. LXXXII, p. 97-129.